# 新美女與野獸
《新美女與野獸》（法語：La Belle et la Bête）是法國和德國共同拍攝的愛情奇幻電影，改編自法國作家加布里埃爾-蘇珊·巴爾博特·德·維倫紐夫創作的同名童話故事《美女與野獸》。其中由克里斯多夫·蓋斯編劇和執導，並且分別由電影演員蕾雅·瑟杜和文森·卡索飾演女主角和男主角。

## 劇情
一位失去妻子的商人在破产后被迫带着六个孩子搬到乡村。他最小的女儿贝尔是唯一一个对新环境感到高兴的。失踪的一艘商船被找到后，他准备回去收回自己的资产。出发前，两位被宠坏的大女儿给他列出了一长串昂贵物品的清单，而小女儿贝尔只要他带回一朵玫瑰就行了。商人回去后得知船只和货物已被用于偿还债务。在回家的路上，他迷路了，意外闯入了野兽的城堡，却神奇地发现了他要的所有东西，包括食物、女儿们所要求的物品以及痊愈的马匹。离开时，他在花园里摘了一朵玫瑰给贝尔。这时野兽现身，对他的“偷窃”行为感到愤怒。作为惩罚，野兽要求商人在与孩子们告别后回来这里。得知父亲的命运后，贝尔出于责任感决定代替父亲前往。
贝尔被允许在城堡中自由活动，但每晚必须与野兽共进晚餐。她做了一个梦，揭示了王子的过去：他喜欢打猎，却经常忽视深爱他的却感到孤独的公主。王子追逐着一头神秘的金鹿，公主请求他不要再狩猎，他答应了，但前提是公主要为他生一个儿子。晚餐时，野兽想要讨好贝尔，但被拒绝，令他愤怒。他随后为自己的行为道歉。贝尔表示如果允许她再见一次家人，她就会与他共舞。野兽向贝尔求爱，但她要求先见家人。两人都拒绝了对方。当晚，她看到野兽捕食了一头野猪。震惊之余，她转身逃跑，却在冰湖上被野兽追上。贝尔被他按住时，野兽正要亲吻她，冰面突然裂开。野兽救了她，带她回到城堡。他同意让她回家，还给了她一小瓶治愈之水。他表示，如果她一天内不回来，他就会死去。
贝尔回到家中，发现父亲卧病在床，奄奄一息。她的长兄马克西姆在她的衣服上发现了一颗宝石，认为城堡里可能还有更多宝藏，便希望能偿还他欠黑帮佩尔杜卡的债务。他带领佩尔杜卡和手下们前往城堡。贝尔再次梦到王子，他背弃了对公主的承诺，杀死了金鹿。临终前，金鹿变回了公主的模样。原来，她是森林中的仙女，为了体验爱情而变成了人。她的父亲森林之神将王子变成了野兽作为惩罚，声称只有一个女人的真爱才能解除野兽的诅咒。贝尔将治愈之水给了父亲，使他痊愈。她和哥哥特里斯坦一起赶到城堡，碰上野兽正要杀死入侵者。在她请求宽恕下，野兽停手。佩尔杜卡刺伤了野兽，野兽受到致命伤害。突然，藤蔓开始从城堡中生长，佩尔杜卡被藤蔓杀死，变成了一棵人形树。贝尔和哥哥们将野兽放入治愈之水的池中。临终前，野兽问贝尔是否可能会爱上他，她回答说她已经爱上了他。野兽变回了人形。
故事由贝尔讲述给她的两个孩子。他们仍住在那座乡村房子里，贝尔的父亲现在是花商。贝尔走到外面迎接她的丈夫——王子，两人拥抱在一起。

## 外部連結
- 官方网站（法文）
- 互联网电影数据库（IMDb）上《新美女與野獸》的资料（英文）
- AllMovie上《新美女與野獸》的资料（英文）
- 爛番茄上《新美女與野獸》的資料（英文）
- 開眼電影網上《新美女與野獸 （页面存档备份，存于）》的資料 （繁體中文）
- 豆瓣电影上《新美女與野獸》的資料 （简体中文）